# Andrzej z Phú Yên
Andrzej z Phú Yên (ur. w 1625 lub 1626 zm. 26 lipca 1644) – męczennik, błogosławiony Kościoła katolickiego.
Pochodził z prowincji z Phú Yên w Wietnamie. W 1641, roku razem z matką, przyjął chrzest; potem został katechetą. W 1644 roku, na polecenie króla, władze rozpoczęły prześladowania katolików. Aresztowano go razem z innymi katechistami. W więzieniu był torturowany – wówczas doprowadzono go przed oblicze gubernatora, który próbował go zmusić do wyrzeczenia się wiary, jednak odmówił. W czasie publicznego procesu, 26 lipca 1644 roku, skazano go na karę śmierci. Wyrok wykonano w tym samym dniu.
Został beatyfikowany przez papieża Jana Pawła II w dniu 5 marca 2000 roku.